# Stereoskop
Stereoskop je optički uređaj koji dvije ravne slike (fotografije) istoga predmeta kombinira tako da gledatelj dobiva dojam trodimenzionalnosti kakav ima kada s oba oka gleda stvarni predmet u prostoru. U stereoskopu se dojam trodimenzionalnosti postiže tako što svako oko vidi po jednu sliku istoga predmeta, koje se dobivaju na primjer stereofotografijom, istodobnim snimanjem istoga predmeta dvjema kamerama kojima su objektivi među sobom udaljeni koliko i oči u čovjeka, to jest pod nešto različitim vidnim kutom, a centar za vid u mozgu ta dva vizualna doživljaja kombinira u jedinstvenu trodimenzijsku sliku. Prvi je stereoskop izumio Charles Wheatstone 1838.
Ako neki predmet koji je dosta blizu promatramo jedanput lijevim, a drugi put desnim okom, slike su nešto različite. Baš zbog te nejednakosti, predmete vidimo prostorno ili plastično, to jest u sve tri dimenzije. Da bismo i fotografije mogli vidjeti plastično, snimamo neki predmet s dva fotografska aparata ili s jednim aparatom s dva objektiva, koji su toliko razmaknuti koliki je razmak očiju. Tako dobijemo dvije fotografije koje možemo promatrati pomoću stereoskopa s dvije optičke leće. Lijevo oko gleda kroz leću lijevu fotografiju, a desno oko desnu. Obje se slike spajaju u cjelinu i dobijemo osjećaj prostornosti.

## Poveznice
- Stereoskopija

## Vanjske poveznice
|  | Zajednički poslužitelj ima još gradiva o temi Stereoskop |